# Lyckan, Värmland
Lyckan är en by vid riksväg 62, Klarälven och vid Acksjön, något söder om Forshaga på vägen till Karlstad i Forshaga kommun. Från 2015 avgränsar SCB här en småort.
Lyckan var ändstation till Sveriges första järnväg, Frykstabanan den andra ändstationen var Fryksta.